# Гардинівці
Гардинівці (серб. Гардиновци) — село в Сербії, належить до общини Тітел Південно-Бацького округу в багатоетнічному, автономному краю Воєводина.

## Населення
Населення села становить 1495 осіб (2002, перепис), з них:
- серби — 1413 — 95,15%;
- роми — 14 — 0,94%;
- мадяри — 13 — 0,87%;

Решту жителів  — з десяток різних етносів, зокрема: чорногорці, хорвати, словаки і кілька русинів-українців.